# Jeff Blake
Jeff Bertrand Coleman Blake (Daytona Beach, 4 dicembre 1970) è un ex giocatore di football americano statunitense che ha giocato nel ruolo di quarterback nella National Football League (NFL). Fu scelto nel corso del sesto giro (166º assoluto) del Draft NFL 1992 dai New York Jets. Al college ha giocato a football alla East Carolina University.

## Carriera professionistica
Blake fu scelto nel corso del sesto giro del Draft 1992 dai New York Jets. Le sue migliori stagioni le disputò con i Cincinnati Bengals a metà degli anni novanta dove stabilì un grande rapporto coi ricevitori Carl Pickens e Darnay Scott, aiutando quest'ultimo a guidare la NFL in ricezioni nel 1995. Quell'anno Blake fu convocato per il suo primo e unico Pro Bowl, in cui completò un passaggio da 92 yard, il più lungo della storia dell'evento.
Blake lasciò i Bengals dopo la stagione 1999 per firmare coi New Orleans Saints come free agent. Blake disputò 11 gare come quarterback titolare nella stagione 2000 prima di rompersi un piede ed essere sostituito da Aaron Brooks.
Blake lasciò i Saints dopo la stagione 2001 e disputò 11 gare come titolare per i Baltimore Ravens nel 2002 e 13 per gli Arizona Cardinals nel 2003 ma nessuno squadra si interessò per fargli firmare un contratto a lungo termine.
Il giocatore firmò coi Chicago Bears prima della stagione 2005 per sostituire il quarterback di riserva Chad Hutchinson. Dopo l'infortunio del titolare Rex Grossman, coach Lovie Smith scelse il rookie Kyle Orton per sostituirlo. Nell'ultima gara della stagione regolare, Blake sostituì Kyle Orton nel corso del quarto periodo, completando otto passaggi su nove. Si ritirò dopo quella stagione.

## Palmarès
- Convocazioni al Pro Bowl: 1

1995

## Statistiche
| Yard passate  | 21.711 |
| Touchdown     | 134    |
| Intercetti    | 99     |
| Passer rating | 78,0   |